# Комплекс видобутку чорних пісків Буруллус
Комплекс видобутку чорних пісків Буруллус – єгипетське гірничодобувне підприємство, яке діє у північній частині дельти Ніла приблизно за сотню кілометрів від східних околиць Александрії.
На середземноморському узбережжі Єгипту в полосі від Александрії до Синайського півострова відомі численні родовища «чорних пісків», що можуть бути джерелом цілого ряду мінералів, потрібних сучасній економіці. В 2022 році компанія Egyptian Black Sand Company (EBSC) вперше почала видобуток цього ресурсу на косі, яка відділяє море від солоного озера Буруллус.
Спеціально під проект у нідерландської суднобудівельної компанії Damen замовили фрезерний земснаряд, що отримав назву "Tahia Misr" («Хай живе Єгипет»). Він відноситься до проекту CSD650, який вирізняється модульною конструкцією та навіть дозволяє здійснювати транспортування земснаряду автодорогами та залізницею. "Tahia Misr" спорудили у Роттердамі та доправили до Александрії, після чого привели на буксирі ближче до місця майбутньої служби і витягнули на суходіл шляхом накочування на наповнені повітрям котки. Все обладнання земснаряду має електричний привід і його можливо підключати до місцевих електромереж. "Tahia Misr" здатний вибирати грунт з глибини до 18 метрів та перекачувати 7 тисяч м3 пульпи на годину.
Технологія розробки родовища передбачає знаходження земснаряду в штучному ставку площею поверхні біля 5 гектарів, який розташований на прибережній полосі та заповнений морською водою. Насоси земснаряду перекачують пульпу на плавучу збагачувальну фабрику, що вилучає суміш корисних мінералів. Вибірка грунту розширює ставок в одному з напрямків, тоді як пуста порода, повернута після збагачення, заповнює задню частину водойми. Всього під проект виділена полоса «чорних пісків» протяжністю 16 км, а швидкість руху ставка має становити біля 1 км на рік.
Суміш мінералів далі відправляється на наземну фабрику сепарації, майданчик якої знаходиться за 12 км на південний схід від початкового пункту знаходження ставка. Фабрика сепарації має проектну річну потужність на рівні:
- 298 тисяч тон ільменіту та 11 тисяч тон рутилу (титанова сировина);
- 25 тисяч тон циркону;
- 145 тисяч тон монациту (джерело рідкісноземельних елементів).
Також мають випускати 23 тисячі тон гранату та 12 тисяч тон магнетіту.
Під час роботи комплекс (включно із земснарядом) потребує 9 МВт електричної потужності.
Проект реалізували державні компанії, при цьому головним учасником EBSC є належна єгипетським військовим National Service Projects Organization (61%). Іншими учасниками виступили Nuclear Material Authority (15%), National Investment Bank (12%), адміністрація губернаторства Кафр-ель-Шейх (10%) та Egyptian Company for Mining Resources (2%).
Можливо відзначити, що таку саме технологію розробки з використанням штучного ставка та земснаряду використовує сенегальський проект Гранд-Коте, який, щоправда, набагато більший за розмірами (та має плавучу фабрику сепарації).